# Rezolucja Rady Bezpieczeństwa ONZ nr 60
Rezolucja Rady Bezpieczeństwa ONZ nr 60 została uchwalona 29 października 1948 w trakcie 375 sesji Rady Bezpieczeństwa ONZ.
Rada Bezpieczeństwa postanowiła powołać podkomisję w sprawie Palestyny, w skład której mieli wejść przedstawiciele Wielkiej Brytanii, Republiki Chińskiej, Francji, Belgii i Ukraińskiej Socjalistycznej Republiki Radzieckiej. Podkomisja miała rozważyć wszystkie uchwały, zmiany i nowelizacje podjęte w sprawie Palestyny, oraz w porozumieniu z Mediatorem Organizacji Narodów Zjednoczonych w Palestynie przedstawić poprawiony projekt nowej uchwały.
Z powodu braku sprzeciwu, Przewodniczący Rady Bezpieczeństwa przyjął Rezolucję jednogłośnie bez głosowania.